# Пугачовський сільський округ
Пугачо́вський сільський округ (каз. Пугачёв ауылдық округі, рос. Пугачёвский сельский округ) — адміністративна одиниця у складі Бурлінського району Західноказахстанської області Казахстану. Адміністративний центр — село Пугачово.
Населення — 2489 осіб (2021; 3747 у 2009, 4162 у 1999, 4632 у 1989).
Станом на 1989 рік існували Березовська сільська рада (села Березовка, Мазаново, Сборний, Сулисай), Пугачовська сільська рада (села 2-е отділення, Аралтал, Бесагаш, Бестау, Пугачово) та Тунгуська сільська рада (село Тунгуш), село Алга перебувало у складі Успенської сільської ради. Пізніше село Бестау було передане до складу Кизилтальського сільського округу. 2004 року ліквідовано Тунгуський сільський округ, територію передано до складу Кизилтальського сільського округу. 2013 року до складу Пугачовського сільського округу 2013 року після ліквідації Кизилтальського сільського округу передано село Бестау. Тоді ж село Аралтал було передане до складу Аксайської міської адміністрації. 2019 року було ліквідовано село Бестау. Тоді ж було ліквідовано Березовський сільський округ, до складу Пугачовського сільського округу передано село Березовка та станційне селище Сулусай, а частина території (колишнє село Сборний) — до складу Акбулацького сільського округу. Село Березовка ліквідовано 2020 року.

## Склад
До складу округу входять такі населені пункти:
| Населений пункт           | Старі назви                       | Населення, осіб (1989) | Населення, осіб (1999) | Населення, осіб (2009) | Населення, осіб (2021) |
| ------------------------- | --------------------------------- | ---------------------- | ---------------------- | ---------------------- | ---------------------- |
| 2-е отділення, село       | -                                 | 327                    | -                      | -                      | -                      |
| Алга, село                | Отділення №2 совхоза Березовський | 224                    | 22                     | -                      | -                      |
| Березовка, село           | -                                 | 1386                   | 1374                   | 1434                   | -                      |
| Бесагаш, село             | -                                 | 362                    | 250                    | 71                     | 36                     |
| Бестау, село              | -                                 | 340                    | 255                    | 118                    | -                      |
| Мазаново, село            | -                                 | 13                     | -                      | -                      | -                      |
| Пугачово, село            | -                                 | 1097                   | 1426                   | 2070                   | 2427                   |
| Сулисай, станційне селище | Сулусай                           | 33                     | 55                     | 54                     | 26                     |
| Тунгуш, село              | Тунгум                            | 850                    | 780                    | -                      | -                      |